# Tanbasasayama (Hyōgo)
Tanbasasayama (丹波篠山市 Tanbasasayama-shi?) es una ciudad localizada en la prefectura de Hyōgo, Japón. En junio de 2019 tenía una población estimada de 39.952 habitantes y una densidad de población de 106 personas por km². Su área total es de 377,59 km².

## Geografía

### Localidades circundantes
- Prefectura de Hyōgo
  - Nishiwaki
  - Sanda
  - Tanba
  - Katō
  - Inagawa
- Prefectura de Osaka
  - Nose
- Prefectura de Kioto
  - Nantan
  - Fukuchiyama
  - Kyōtanba

## Demografía
Según datos del censo japonés, la población de Tanbasasayama ha disminuido en los últimos años.
| Año del censo | Población |
| ------------- | --------- |
| 1995          | 44.752    |
| 2000          | 46.325    |
| 2005          | 45.245    |
| 2010          | 43.268    |
| 2015          | 41.490    |